# 奧伍德 (加利福尼亞州)
奧伍德（英語：Orwood）是位於美國加利福尼亞州康特拉科斯塔縣的一個非建制地區。該地的面積和人口皆未知。

## 地理
奧伍德的座標為37°56′24″N 121°34′08″W / 37.94000°N 121.56889°W，而該地的平均海拔高度為1米（即3英尺）。